# 塘口乡
塘口乡是中国陕西省汉中市南郑区已撤消的一个乡。2011年，汉中市人民政府向陕西省人民政府申请，将塘口乡整建制，归入黄官镇。

## 行政区划
塘口乡下辖以下行政区：
平桥村、寨坡村、火地沟村、武家沟村、杉树湾村、张家湾村、新田村、曹家坡村、鞍子坝村、大坪村、白岩村、庙坝村、长沟村、邓家垭村、龙池村